# Oncophysa
Oncophysa is een geslacht van wantsen uit de familie van de Tingidae (Netwantsen). Het geslacht werd voor het eerst wetenschappelijk beschreven door Carl Stål in 1873.

## Soorten
Het genus bevat de volgende soorten:

- Oncophysa hae Guilbert, Pham & Soulier-Perkins, 2018
- Oncophysa leai Drake, 1948
- Oncophysa rufescens Hacker, 1928
- Oncophysa vesiculata (Stål, 1859)